# 서울등촌초등학교
서울등촌초등학교는 대한민국 서울특별시 강서구 등촌동에 있는 공립 초등학교이다.

## 학교 연혁
- 1982년 10월 27일 서울등촌국민학교 개교(설립인가 7월 7일)
- 1984년 2월 20일 제1회 졸업식(389명)
- 1996년 3월 1일 서울등촌초등학교로 개칭
- 1997년 3월 14일 학교 급식실 준공
- 2000년 11월 28일 학내 전산망 설치
- 2001년 10월 31일 야외 학습장 개장
- 2002년 10월 1일 가을대운동회 개최
- 2002년 9월 1일 제7대 한영희 교장 취임
- 2002년 12월 1일 학교 공원화 사업(강서구청)
- 2004년 11월 10일 정보화센터 개관
- 2006년 1월 25일 방송실 현대화 시설 완료
- 2007년 1월 31일 신관 컴퓨터실 리모델링
- 2007년 8월 31일 과학실 현대화 리모델링 완료
- 2010년 9월 1일 본관 다목적실 리모델링 완료
- 2012년 2월 15일 본관 수돗가 리모델링, 신관 문화체육실 리모델링 완료
- 2017년 1월 30일 다목적강당 준공
- 2017년 11월 1일 등촌 역사의 벽 준공
- 2018년 10월 30일 꿈을 담은 교실 완공
- 2019년 2월 15일 제36회 졸업식(110명)
- 2019년 3월 1일 27학급 편성
- 2020년 2월 12일 제37회 졸업식(100명)
- 2020년 3월 1일 27학급 편성
- 2020년 3월 1일 제12대 김종금 교장 부임
- 2024년 2월 8일 제 41회 졸업
- 2024년 3월 4일 이상원 교장 부임

## 학교 상징
- 교화 - 개나리 : 활짝 피는 개나리처럼 큰 희망을 품고 창의성을 기르자.
- 교목 - 향나무 : 늘 푸른 잎처럼 건강하게 자라서 맑고 푸른 동심을 키움.

## 참고 자료
- 서울등촌초등학교 - 한국교육학술정보원 학교알리미